# Stockholms Allmänna Sångförening
Stockholms Allmänna Sångförening är en manskör i Stockholm.

## Historik
Stockholms allmänna sångförening bildades den 5 mars 1862 av August Jahnke, av medlemmar som då tillhörde den upplösta ”Handtverkssångföreningen” och hette under första året av sin tillvaro ”Euterpe”. Föreningen anordnade varje år "tonträffningskurser" för nybörjare. Kören uppträdde med ca 300 sångare under sin storhetstid vid 1800-talets slut.

## Verksamhet
Kören sjunger klassisk fyrstämmig manskörssång med tonvikt på nationalromantik, men även mer modernt material förekommer. Den har ett trettiotal medlemmar. Kören håller varje år sedan starten 1862 en konsert i Riddarholmskyrkan den 6 november till minne av Gustav II Adolfs dödsdag.
Varje påskdag sedan 1920-talet framträder kören tillsammans med några andra manskörer utanför Koppartälten i Hagaparken i en vårkonsert. Påsksången startade 1874 då konserten hölls i Stadshagen, men flyttades senare till Hagaparken. Ett bildalbum finns bevarat som visar framträdanden från 20-talet fram till nutid. Albumet finns på Arbetarrörelsens arkiv.

## Dirigenter
- 1862–1864: August Jahnke
- 1864–1866: A Johansson
- 1866–1867: B Hjertstrand
- 1867–1869: August Jahnke
- 1869–1875: August Edgren
- 1875–1876: Conrad Nordqvist
- 1876–1878: Bernhard Fexer
- 1878–1888: August Edgren
- 1888–1891:  Erik Åkerberg
- 1891–1897: Albert Lindström
- 1897–1904: Herman Berens
- 1904–1907: Oscar Sandberg
- 1908–1925: Emil Carelius
- 1925–1928: Hildor Lundvik
- 1928–1930: Axel Nylander
- 1930–1931: Albert Henneberg
- 1931–1942: Carl-Oscar Othzén
- 1942–1965: Erik Ehnwall
- 1965–1966: Fritiof Gille
- 1966–1976: Arne Wallin
- 1977–1983: Ingvar Knutsen
- 1983–1985: Holger Eierholen
- 1985–1994: Maude Sjödin
- 1994–2016: Jonny Goetzinger
- 2016-2017: Henry Turu
- 2017-2018: Johanna Sjöberg Olson
- 2018-2019: Veikko Kiiver
- 2020-: Johanna Sjöberg Olson